# 鄭棟 (嘉靖進士)
鄭棟（1512年—1561年），字公宇，號仰峰，江西饒州府萬年縣人，民籍，明朝政治人物。

## 生平
嘉靖二十五年（1546年）丙午科江西鄉試第二十九名舉人。嘉靖三十八年（1559年）中式己未科會試第二百一名，三甲第一百三十六名進士。都察院觀政，授河南郏县知縣，嘉靖四十年四月卒，年五十。

## 家族
曾祖鄭仕昌；祖父鄭恩，教諭；父鄭環，母吳氏。